# Tribalus eggersi
Tribalus eggersi är en skalbaggsart som beskrevs av Heinrich Bickhardt 1921. Tribalus eggersi ingår i släktet Tribalus och familjen stumpbaggar. Inga underarter finns listade i Catalogue of Life.